# حیدرآباد (جازموریان)
حیدرآباد، روستایی در دهستان بوئینگ بخش مرکزی شهرستان جازموریان در استان کرمان ایران است.

## جمعیت
بر پایه سرشماری عمومی نفوس و مسکن در سال ۱۳۹۵، جمعیت این روستا برابر با ۸۵۹ نفر (۲۰۱ خانوار) بوده است.